# Palais Soleiman
Le palais Soleiman est un palais situé au Marrakech au Maroc. Il abrite un restaurant gastronomique.

## Histoire
L’histoire du Palais Soleiman est indissociables de celle du caïd caïd El Ayyadi.
Puissant et fortuné, il fit construire une maison princière que les Marrakchi nommèrent aussitôt, d’après son nom, Dar el Ayyadi ou palais Soleiman. Enserré dans les anciens remparts de Marrakech, à la pointe nord de la vieille ville, le Palais Soleiman compte parmi les témoignages les plus éloquents de l'architecture civile de Marrakech dans sa période tardive XIXe et XXe siècles, au même titre par exemple que le palais Bahia ou que Dar el Bacha . Il est l'œuvre d'artisans de Fès et de Marrakech qui ont travaillé des années durant à sa construction et à son ornementation. 
Le palais connut sa première heure de gloire dans les années cinquante. Le caïd, qui aimait à s’entourer de lettrés, avait dédié la plus grande partie de l’aile masculine de son palais à des causeries littéraires et à la poésie. Cette atmosphère, rare à Marrakech pendant cette période, assura au palais une renommée à travers la ville.
En 1971, Mustapha Segueni, grand armateur, veille a garder le palais dans le giron marocain et en achète une des ailes, celle où le caïd organisait ses salons et organisait ses fêtes. 
En 1972, ce riche armateur organise le premier trophée de golf Hassan II. Mélomane, il se passionne pour l’organisation de concerts de musique classique. C'est dans ce contexte que se produisent au palais des interprètes renommés (Katia Ricciarelli, Guy Touvron, Nadir Elie, Maria Joao Pires, Jean-Efflam Bavouzet, Gérard Lesne...). Mustapha Segueni inaugure également le premier festival de musique classique du Maroc, dont il est l'unique mécène, qu’il baptise « Musiques au Sahara ».

## De nos jours
Driss Segueni, fils de Mustapha Segueni hérite du palais en 2004. Il rénove le palais pendant dix ans. Aujourd'hui le palais Soleiman abrite un restaurant réputé. Il s'est spécialisé dans l'organisation de réceptions.
Le palais Soleiman, en partenariat avec l’Association des amis de la musique de Marrakech qu’animent conjointement Jean-Pierre Brossmann et Fabrizio Ruspoli, organise régulièrement des concerts de musique classique très appréciés de la communauté étrangère de la ville.
Des artistes renommés se sont produits au Palais Soleiman. Parmi eux, l’Iranien Abbas Bakhtiar et l’ensemble Pouya, la cantatrice russe Ekaterina Lekhina, la soprano anglaise Felicity Lott, le pianiste Bertrand Chamayou, la soprano sud-coréenne Sumi Jo, la cantatrice Susan Graham, la pianiste Jacqueline Bourgès-Maunoury, le Quatuor à cordes Arpeggione.

## Vidéographie
- Un palais à Marrakech, documentaire de 44 minutes diffusé pour la 1re fois le 22 septembre 2014 sur ARTE